# Ahmed Batrawi
Ahmed Mahmoud el Batrawi est un docteur en médecine et égyptologue égyptien dont l'action est concentrée dans l'analyse des momies et fragments de momies.